# ティモシー・ウィリアムソン
ティモシー・ウィリアムソン（Timothy Williamson、1955年8月6日 - ）は、イギリスの哲学者。オックスフォード大学教授。認識論、哲学的論理学、形而上学、言語哲学を専門とし、ファジィ論理の研究で知られる。

## 来歴
スウェーデン・ウプサラ生まれ。オックスフォード大学ベリオール・カレッジ卒業。1980年、同カレッジより学位論文「The Concept of Approximation to the Truth」によりD.Phil.取得。
ダブリン大学講師、オックスフォード大学ユニバーシティ・カレッジ講師、エディンバラ大学教授を経て、オックスフォード大学ニューカレッジにて論理学のウィカム教授（Wykeham Professor）となる。

## 著書（日本語訳）
- Tetralogue: I'm Right, You're Wrong, Oxford: Oxford University Press, 2015.
  - 片岡宏仁 訳、一ノ瀬正樹 解説『テトラローグ こっちが正しくて、あんたは間違ってる』勁草書房、2022年、ISBN 9784326963232
- Philosophical Method: A Very Short Introduction, Oxford: Oxford University Press, 2020.
  - 廣瀬覚 訳『哲学がわかる 哲学の方法』岩波書店、2023年、ISBN 9784000240659